# Самозарядный карабин Симонова
7,62-мм самозарядный карабин Симонова (СКС, Индекс ГРАУ — 56-А-231, за рубежом также известен как СКС-45) — советский самозарядный карабин конструкции Сергея Симонова, принят на вооружение в 1949 году. Изготовлено 2600000 штук с 1949 года по 1956 год.

## История

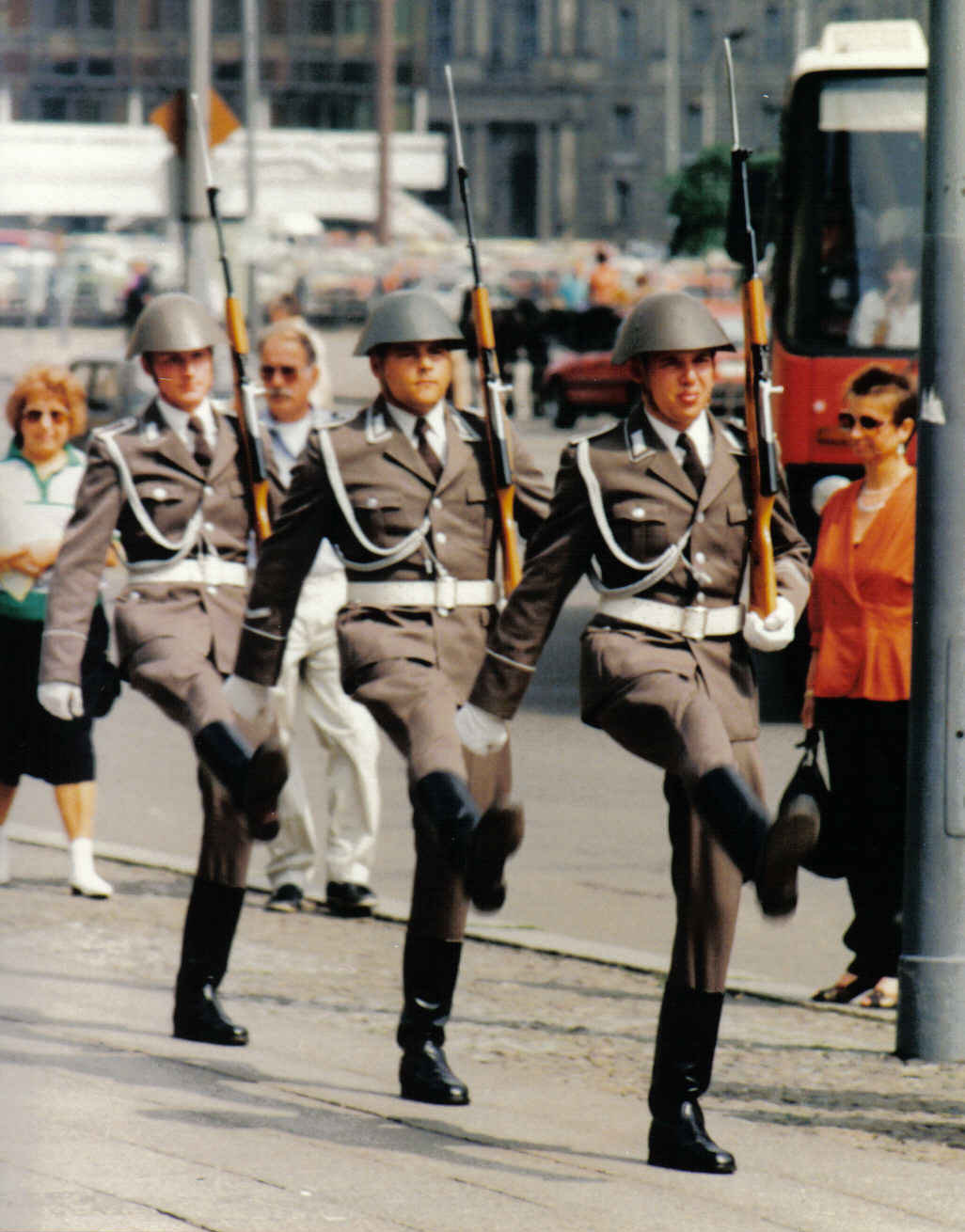
Смена караула, вооружённого СКС 1990, ГДР

После принятия в 1943 году на вооружение промежуточного патрона 7,62×39 мм конструкции Н. М. Елизарова и Б. В. Сёмина развернулись работы по созданию новой системы стрелкового вооружения под этот патрон. Первые образцы СКС под патрон 7,62×39 мм были созданы Симоновым к концу 1944 года на основе карабина, разработанного им же в рамках конкурса на новый карабин ещё в 1940—1941 годах, но не пошедшего в производство из-за эвакуации заводов. Помимо патрона отличиями нового карабина стали неотъёмно-откидной штык, отсутствие дульного тормоза-компенсатора, съёмная газовая камора. Небольшая партия новых карабинов в начале 1945 года поставлялась на курсы «Выстрел». Оружие получило положительные отзывы, однако доводка карабина и самого нового патрона продолжалась вплоть до 1949 года, когда СКС поступил на вооружение Советской армии.
В течение десятилетия СКС стоял на вооружении армии наряду с автоматом Калашникова и ручным пулемётом Дегтярёва. Все три образца под промежуточный патрон существенно дополняли друг друга, имели определённые преимущества и недостатки. Так, например, АК за счёт возможности стрельбы очередями создавал большую плотность огня, что увеличивало эффективность стрельбы на небольших расстояниях, а также при ведении огня по групповым целям. В то же время прицельная линия и ствол СКС на 10 и 10,5 см соответственно длиннее, чем у АК, что положительно сказывалось на точности. За счёт автоматизации заряжания и возможности пополнять магазин с помощью обоймы карабин удовлетворял всем требованиям ведения огневого боя на средних и дальних дистанциях.
К концу 50-х годов с целью унификации стрелкового оружия в Советской армии было принято решение о повсеместной замене в стрелковых частях карабинов автоматами. По мнению командования, наряду с несомненным преимуществом АК в высокой плотности огня стрелковых подразделений, преимуществом СКС в ведении одиночного огня можно пренебречь, так как в современном бою последний фактор уже не играл решающей роли.
Тем не менее, СКС до начала 90-х годов состоял на вооружении войск ПВО, а также ряда инженерных, военностроительных частей, частей обеспечения — там, где ведение огнестрельного боя не являлось основной задачей. СКС состоял на вооружении одной из частей Радиотехнических войск ПВО в городе Вязники до осени 1995 года наряду с пистолетом ТТ. До сих пор состоит на вооружении караулов ВОХР.
В настоящее время выполняет роль церемониального оружия для рот почётного караула в дни государственных праздников, плац-концертов в рамках парадов на Красной площади 9 мая, фестивалей военных оркестров «Спасская башня» (Москва), «Амурские волны» (Хабаровск) и других мероприятий. За счёт практически полного отсутствия выступающих элементов карабин удобен для чёткого выполнения строевых приёмов с оружием. Так же на территории РФ и ряда других стран разрешён к продаже гражданским лицам при наличии необходимых документов, применяется в основном охотниками.

## Устройство

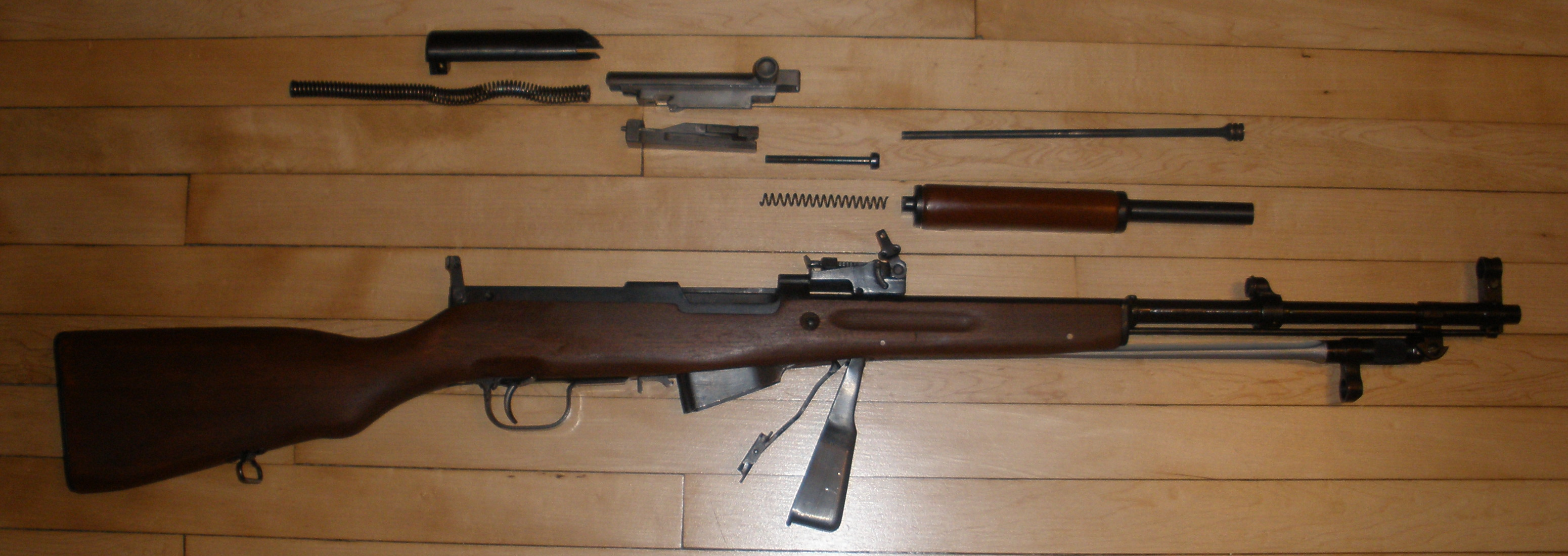

Карабин состоит из следующих частей и механизмов:
- Ствол со ствольной коробкой, штыком и прицельными приспособлениями
- крышка ствольной коробки
- затвор
- возвратный механизм
- газовая трубка со ствольной накладкой
- газовый поршень
- толкатель с пружиной
- ударно-спусковой механизм
- магазин
- ложа.

Для быстрого наполнения неотъёмного магазина на 10 патронов используется обойма. Для использования обоймы на затворной раме имеются специальные направляющие. По израсходовании патронов, при пустом магазине, после последнего выстрела затвор становится на затворную задержку, что снижает время на последующее пополнение магазина патронами. Из-за нарастающего сопротивления пружины и чрезмерной длины изогнутости обоймы обойменное заряжание требует определённых навыков, иначе на восьмом патроне может возникнуть задержка. Патроны следует вдавливать, нажимая как можно ближе к обойме, и следить, чтобы она не прогибалась вперёд.
Прицельные приспособления СКС состоят из прицела и мушки. Прицел в свою очередь состоит из колодки прицела с пластинчатой пружиной, прицельной планки и хомутика с защёлками и пружинами. Колодка прицела имеет два сектора для придания прицельной планке определённой высоты. На планке нанесена шкала с делениями от 1 до 10 (обозначающими дальность стрельбы в сотнях метров) и буквой «П» (постоянная установка прицела, соответствующая прицелу 3).
Штык — клинковый неотъёмно-откидной, состоит из клинка с основанием и трубки с пружиной (обеспечивающей амортизацию штыка для однообразного боя СКС независимо от положения штыка). Некоторые ранние карабины имели игольчатый штык.
В комплект карабина входят: принадлежности (шомпол, протирка, ёршик, выколотка, пенал и маслёнка), ремень, патронные сумки и обоймы.
Перезаряжание СКС после очередного выстрела производится автоматически, для чего используется энергия пороховых газов, отводимых из канала ствола. Запирание канала ствола осуществляется путём перекоса затвора вниз. На ранних образцах ствол чернокованный, с 1952 года — хромированный.

### Принцип действия автоматики

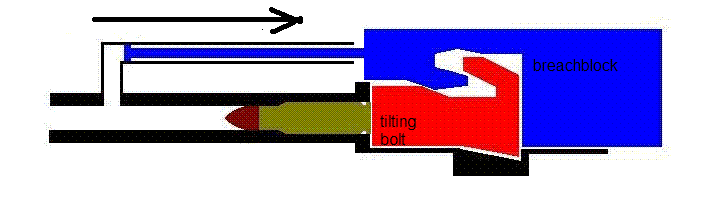
Принцип запирания перекосом затвора (при закрытом затворе). Затвор выделен красным цветом, а затворная рама с газовым поршнем и штоком — синим цветом

В момент выстрела, когда пуля проходит по каналу ствола, пороховые газы под высоким давлением через специальное отверстие в стенке ствола устремляются в газовую камору, где приводят в движение газовый поршень, толкатель, а вместе с ним и затвор. Затвор, в свою очередь открывает канал ствола, сжимает возвратную пружину и взводит курок. При этом гильза извлекается из патронника и выбрасывается наружу.
Далее затвор под действием возвратного механизма возвращается вперёд, досылая новый патрон в патронник и закрывая канал ствола. Боковая грань остова затвора упирается в боевой упор, а запирающий выступ стебля затвора удерживает остов затвора в данном положении. После этого для выстрела необходимо отпустить спусковой крючок и вновь нажать его.
При выстреле последним патроном затвор встанет на остов затвора и не пойдёт дальше, что является сигналом для стрелка о необходимости перезарядки.

### Разборка, сборка и обслуживание
Неполная разборка СКС производится для чистки, смазки и осмотра в следующем порядке:
1. извлечение пенала с принадлежностями из приклада;
2. отделение шомпола;
3. отделение крышки ствольной коробки;
4. извлечение возвратного механизма;
5. извлечение затвора;
6. отделение остова от стебля затвора;
7. отделение газовой трубки со ствольной накладкой.

Сборка после неполной разборки осуществляется в обратной последовательности.
Полная разборка СКС производится для чистки при сильном загрязнении, после нахождения под дождём или в снегу, при переходе на новую смазку и ремонте в следующем порядке:
1. неполная разборка;
2. извлечение толкателя с пружиной;
3. отделение ударно-спускового механизма;
4. отделение магазина;
5. отделение ствола со ствольной коробкой от ложи;
6. разборка ударно-спускового механизма;
7. разборка возвратного механизма;
8. отделение ударника и выбрасывателя от остова затвора.

Сборка после полной разборки производится в обратном порядке.
Рекомендуется летом (при температуре выше 5 °C) использовать ружейную смазку и щелочной состав (для очистки от порохового нагара), а зимой (от +5 °C до −50 °C) — жидкую оружейную смазку (для смазки и очистки от нагара), тщательно удалив (промыв все металлические части в керосине или жидкой ружейной смазке, тщательно протерев ветошью или паклей, затем снова промыв и обтерев чистой ветошью) перед этим летнюю смазку. Для хранения на складе в течение длительного времени карабин обильно смазывается смесью, состоящей из 50 % пушечной и 50 % ружейной смазки, путём двукратного опускания вычищенных металлических частей в ванны с горячей смазкой.

## Патроны

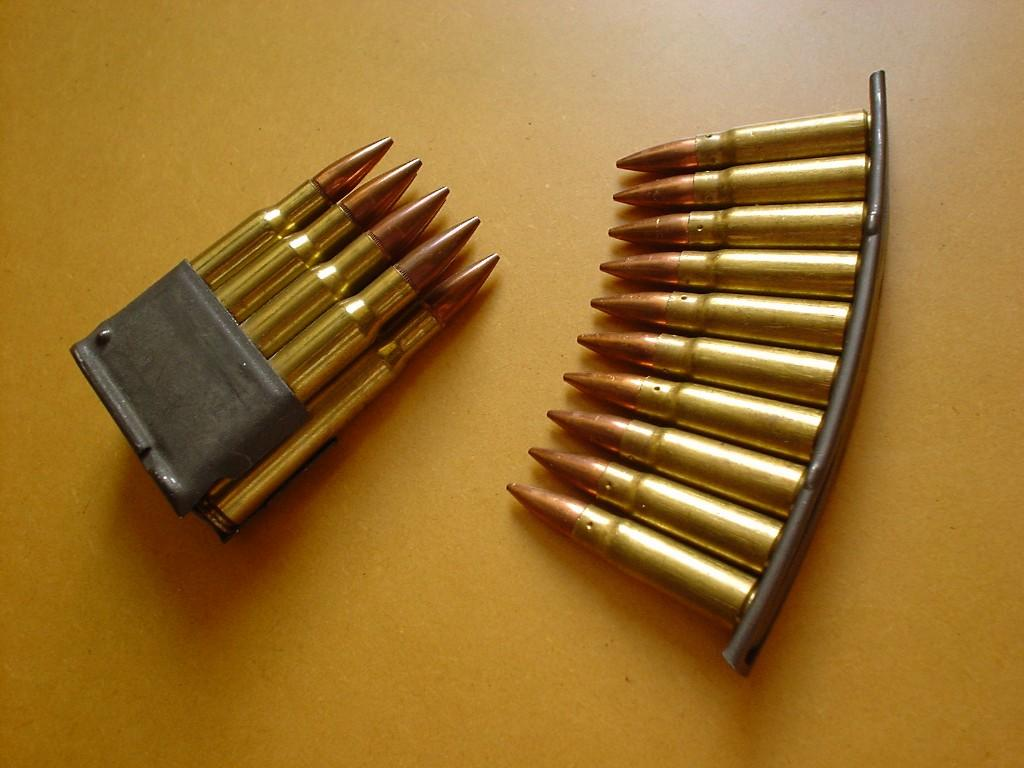
Пачка на 8 патронов .30-06 для винтовки M1 Гаранд и обойма из 10 патронов 7,62×39 мм для СКС

Стрельба из СКС ведётся патронами образца 1943 года (7,62×39 мм) со следующими типами пуль:
- обыкновенная (суррогатированная) со стальным сердечником предназначена для поражения живой силы противника, расположенной открыто или за препятствиями, пробиваемыми пулей. Оболочка — стальная плакированная томпаком, сердечник — стальной, между оболочкой и сердечником — свинцовая рубашка. Не имеет отличительной окраски.
- трассирующая предназначена для целеуказания и корректирования огня на расстояниях до 800 м, а также поражения живой силы противника. Сердечник состоит из сплава свинца с сурьмой, за ним находится стаканчик с запрессованным трассирующим составом. Цвет головной части — зелёный.
- бронебойно-зажигательная предназначена для зажигания горючих жидкостей и поражения живой силы, находящейся за легкобронированными укрытиями на дальностях до 300 м. Оболочка — с томпаковым наконечником, сердечник — стальной со свинцовой рубашкой. За сердечником в свинцовом поддоне находится зажигательный состав. Цвет головной части — чёрный с красным пояском.
- зажигательная предназначена для воспламенения горючих жидкостей в железных баках толщиной до 3 мм, легкозагорающихся материалов на дальностях до 700 м и целеуказания на расстояниях до 700 м. Зажигательный состав находится между оболочкой (с томпаковым наконечником) и стальным сердечником, рубашка — стальная. За сердечником и рубашкой находится стаканчик с трассирующим составом. Цвет головной части — красный.
- охотничья, оболочечная, со свинцовым сердечником предназначена для охоты и тренировочной стрельбы. Оболочка — стальная плакированная томпаком, сердечник — свинцовый.

## Характеристики
Дальность прямого выстрела по грудной фигуре составляет 365 м. Сосредоточенный огонь из СКС ведётся на дальность до 800 м, а по воздушным целям — до 500 м. Пуля сохраняет своё убойное действие на дальности до 1,5 км.
Требования нормального боя для СКС:
- все четыре пробоины вмещаются в круг диаметром 15 см;
- средняя точка попадания отклоняется от контрольной точки не более чем на 5 см в любом направлении.

Проверка боя осуществляется стрельбой по чёрному прямоугольнику высотой 35 см и шириной 25 см, укреплённому на белом щите высотой 1 м и шириной 0,5 м. Дальность стрельбы — 100 м, прицел —3, положение — лёжа с упором, штык — в боевом положении, патроны — с обыкновенной пулей.
| Рассеивание пуль при стрельбе из приведённого к нормальному бою СКС | Рассеивание пуль при стрельбе из приведённого к нормальному бою СКС | Рассеивание пуль при стрельбе из приведённого к нормальному бою СКС | Рассеивание пуль при стрельбе из приведённого к нормальному бою СКС | Рассеивание пуль при стрельбе из приведённого к нормальному бою СКС | Рассеивание пуль при стрельбе из приведённого к нормальному бою СКС |
| Дальность стрельбы, м                                               | Срединные отклонения по высоте, см                                  | Срединные отклонения по ширине, см                                  | Сердцевинные полосы по высоте, см                                   | Сердцевинные полосы по ширине, см                                   | Энергия пули, Дж                                                    |
| ------------------------------------------------------------------- | ------------------------------------------------------------------- | ------------------------------------------------------------------- | ------------------------------------------------------------------- | ------------------------------------------------------------------- | ------------------------------------------------------------------- |
| 100                                                                 | 3                                                                   | 2                                                                   | 8                                                                   | 7                                                                   | 1618                                                                |
| 200                                                                 | 6                                                                   | 4                                                                   | 16                                                                  | 14                                                                  | 1226                                                                |
| 300                                                                 | 9                                                                   | 7                                                                   | 26                                                                  | 23                                                                  | 932                                                                 |
| 400                                                                 | 12                                                                  | 10                                                                  | 38                                                                  | 33                                                                  | 716                                                                 |
| 500                                                                 | 17                                                                  | 14                                                                  | 53                                                                  | 44                                                                  | 559                                                                 |
| 600                                                                 | 23                                                                  | 19                                                                  | 73                                                                  | 57                                                                  | 441                                                                 |
| 700                                                                 | 30                                                                  | 24                                                                  | 92                                                                  | 72                                                                  | 353                                                                 |
| 800                                                                 | 38                                                                  | 29                                                                  | 116                                                                 | 89                                                                  | 304                                                                 |
| 900                                                                 | 47                                                                  | 34                                                                  | 144                                                                 | 108                                                                 | 265                                                                 |
| 1000                                                                | 57                                                                  | 40                                                                  | 176                                                                 | 130                                                                 | 235                                                                 |

Где срединное отклонение — половина ширины срединной полосы рассеивания, вмещающей 50 % всех попаданий, а сердцевинная полоса — полоса рассеивания, содержащая в себе 70 % попаданий.

## Варианты
На основе СКС были разработаны охотничье-промысловые карабины:
- ОП-СКС (охотничье-промысловый) — СКС, переделанный на заводе «Молот» или Тульском оружейном заводе из боевого оружия в охотничье путём удаления прилива под штык, ограничение прицельной планки штифтом до 300 метров и нанесения новых маркировок (согласно Федеральному закону РФ «Об оружии»). В остальном СКС и ОП-СКС полностью одинаковы[2][7].
- ТОЗ-97 «Архар» — вариант, разработанный на Тульском оружейном заводе в 1994 году[8] и отличающийся от СКС креплением для оптического прицела ПО-4×34[9] и видоизменённой деревянной либо пластиковой ложей, более пригодной для охоты. Прицельная планка ограничена до 300 метров, имеется штифт в стволе[2][7].
- КО СКС (карабин охотничий) — вариант ЦКИБ СОО[2].
- НПО «Форт» выпускает две модификации: СКС-МФ (советские карабины СКС без штыка) и «Форт-207» (советские карабины СКС с новым цевьём и прикладом из чёрной пластмассы)
- ВПО-208 — модификация СКС под патрон .366 ТКМ. Впервые представлен в октябре 2015 года на выставке «Оружие и охота-2015». Производится ООО «Молот-оружие», имеет заново изготовленный частично нарезной ствол с нарезами в дульной части (Парадокс)[10]. Прилив под штык не спиливается. На дульной части ствола имеется резьба для установки дульного тормоза-компенсатора. Является гладкоствольным оружием (согласно Закону «Об оружии» 150ФЗ).
- ВПО-208Л — модификация СКС под патрон .366 ТКМ. Производится ООО «Молот-оружие» Имеет изготовленный методом ротационной ковки гладкий ствол с овально-винтовой сверловкой Ланкастера[11] по всей длине канала ствола. Прилив под штык не спиливается. Является гладкоствольным оружием[12] (согласно Закону «Об оружии» 150ФЗ и ГОСТ 28653-90 «Оружие стрелковое. Термины и определения»).
- СКС-366-Ланкастер — модификация СКС под патрон .366 ТКМ. Производится ООО «Молот Армз». Имеет изготовленный методом ротационной ковки гладкий ствол с овально-винтовой сверловкой Ланкастера[11] по всей длине канала ствола. Прилив под штык не спиливается. Является гладкоствольным оружием[12] (согласно Закону «Об оружии» 150ФЗ и ГОСТ 28653-90 «Оружие стрелковое. Термины и определения»).

Данные карабины пользуются большой популярностью среди охотников-промысловиков благодаря невысокой цене, простоте в обслуживании, неприхотливости и надёжности. Карабин безотказно работает при температурах от −50 до +50 °C (показателем высокой надёжности СКС может служить то, что именно этот карабин взяли с собой участники экспедиции «Трансарктика 2006» для защиты от белых медведей). Принято считать, что в основном данные варианты СКС используются для стрельбы по быстрым и относительно небольшим животным вроде волков или лисиц, поскольку патрон 7,62×39 мм не позволяет эффективно поражать крупную дичь. В то же время необходимо учесть, что расхожее мнение о недостаточной эффективности патрона 7,62×39 на традиционных для России охотах можно обосновать, лишь сравнивая этот калибр с заведомо более мощным (например, 7,62×54 мм R). Слабое останавливающее действие пули стандартных боевых патронов (а не низкая эффективность патрона в целом, как принято считать), помноженное на неумение стрелять — вот основная причина всевозможных рассказов о лосях и кабанах с десятком ранений. Проблема решается использованием на охотах охотничьих боеприпасов с полуоболочечными или экспансивными пулями, обладающими достаточным останавливающим действием при поражении среднего зверя (волк, кабан, олень, медведь, косуля) и обеспечивающими уверенное поражение дичи, а также всесторонняя тренировка меткости охотников — вплоть до сдачи нормативов перед охотничьим сезоном.
Учитывая огромное количество СКС, которое в настоящее время находится на складах, в Российской Федерации, Украине, Белоруссии и других республиках бывшего Советского Союза существует ряд предприятий, которые занимаются переделкой карабинов СКС в ОП-СКС и «Архар», после чего карабины уже в гражданском варианте поступают в торговую сеть.
Основным рынком для гражданских СКС в мире является США, где сформировалась огромная индустрия по производству аксессуаров для этого карабина. Выпускаются съёмные магазины, пластиковые ложи, кронштейны для крепления оптики.

## Страны-эксплуатанты

Страны, которые используют/использовали самозарядный карабин Симонова

- британская колония Аден[17][18]
- Албания[18], в 1962 году при технической помощи КНР было освоено производство[19]
- Алжир[18]
- Ангола[18]
- Афганистан[18]
- Бангладеш[18]
- Беларусь — состоят на вооружении подразделений почётного караула[20] Вооружённых сил (сухопутные войска и войска ВВС и ПВО), органов пограничной службы и Внутренних войск МВД.
- Бенин[18]
- Болгария[18]
- Венгрия: находился на вооружении под наименованием SZKSZ[21]
- Вьетнам[18]
- ГДР[18] Выпускались по лицензии под индексом Karabiner-S.
- Египет[17][18]
- Гвинея[18]
- Гвинея-Бисау[18]
- Гайана[18]
- Йемен[17] — получены НДРЙ[22]
- Камбоджа[18]
- Кабо-Верде[18]
- Китай[23] - на вооружении подразделений почётного караула[24]
- Казахстан — на вооружении военизированной охраны[25]
- КНДР[18][23] — на вооружении подразделений почётного караула[26]
- Кыргызстан[27]
- Коморы[18]
- Лаос[18]
- Либерия[18]
- Мадагаскар[18]
- Мозамбик[18]
- Молдова — на вооружении подразделений почётного караула[28]
- Оман[17]
- Польша - небольшая партия СКС советского производства была закуплена в СССР и принята на вооружение (под наименованием 7,62-mm ksS), но после получения из СССР в 1956 году комплекта технической документации на автомат АК было принято решение о вооружении войск автоматами Калашникова[29]; использовались подразделениями почётного караула
- Румыния[30]
- Россия — на вооружении подразделений почётного караула[31], а также подразделений Вневедомственной охраны Росгвардии[32] и Ведомственной охраны (ВОХР) других министерств и ведомств
- Сан-Томе и Принсипи[18]
- Сейшельские Острова[18]
- Сьерра-Леоне[18]
- Шри-Ланка[18]
- США — первые карабины СКС были ввезены и зарегистрированы в США в качестве гражданского оружия участниками войны во Вьетнаме, в дальнейшем их ввоз продолжался до законодательного запрета ввоза военнослужащими США наградного и трофейного оружия на территорию США. В общей сложности до октября 1983 года в США было ввезено и зарегистрировано несколько тысяч карабинов СКС[33]. С начала 1990х годов их импорт возобновился в значительном количестве, и к 1998 году они стали популярны в качестве оружия самообороны[34]. Запатентован способ переделки карабина СКС под отъёмный 30-зарядный магазин от автомата АКМ[35]
- Судан[18]
- Танзания[18]
- Уганда[18]
- Узбекистан[36]
- Украина — на вооружении государственной службы охраны.[37] и ВМС[38]
- Экваториальная Гвинея[18]
- Югославия — использовалась лицензионная копия Застава М59/66[18][23]